# 진서
| 이름          | 저자                 | 권수 |
| ------------- | -------------------- | ---- |
| 사기          | 전한·사마천          | 130  |
| 한서          | 후한·반고·배인       | 100  |
| 후한서        | 유송·범엽·배송지     | 120  |
| 삼국지        | 서진·진수·배잠       | 65   |
| 진서(晉書)    | 당·방현령·배행검 등  | 130  |
| 송서          | 양·심약              | 100  |
| 남제서        | 양·소자현            | 59   |
| 양서          | 당·요사렴            | 56   |
| 진서(陳書)    | 당·요사렴            | 36   |
| 위서          | 북제·위수            | 114  |
| 북제서        | 당·이백약            | 50   |
| 주서          | 당·영호덕분 등       | 50   |
| 수서          | 당·위징 등           | 85   |
| 남사          | 당·이연수            | 80   |
| 북사          | 당·이연수            | 100  |
| 구당서        | 후진·유후 등         | 200  |
| 신당서        | 송·구양수 등         | 225  |
| 구오대사      | 송·설거정 등         | 150  |
| 신오대사      | 송·구양수            | 74   |
| 송사          | 원·토크토 등         | 496  |
| 요사          | 원·토크토 등         | 116  |
| 금사          | 원·토크토 등         | 135  |
| 원사          | 명·송렴 등           | 210  |
| 명사          | 청·장정옥 등         | 332  |
| 신원사*       | 중화민국·커샤오민 등 | 257  |
| 청사고*       | 중화민국·자오얼쑨 등 | 536  |
| v • d • e • h |                      |      |

진서(晉書)는 중국 진나라(晉, 265년 ~ 420년)의 기록을 담은 역사서이다. 이십사사 중에 하나이다. 당 태종 치세인 648년에 방현령·이연수· 배행검(裴行儉) 등 20여 명의 학자가 편찬한 책으로, 서진(西晉, 265년 ~ 316년)과 동진(東晉, 317년 ~ 418년)의 역사가 수록되어 있다. 이 진서 이후 사서(史書) 편찬이 국가 사업으로 행해지고 새 왕조에서 전 왕조의 역사를 쓰는 것이 나라의 임무가 되었다.

## 개요
현무문의 변을 일으켜 형 황태자 이건성을 죽이고, 제위에 오른 당 태종 이세민은 방현령을 총책임자로 하여 미편찬된 역사서의 편찬을 명하였다. 당시 편찬된 사서로는 북제서(北齊書), 양서(梁書), 진서(陳書), 수서(隋書), 주서(周書), 진서(晉書) 등이 있는데, 이 가운데 진서(晉書)는 가장 앞시기를 다루고 있는 사서로서 당시 편찬된 사서 가운데 필두로 꼽혔다. 또한 종래의 사기(史記), 한서(漢書), 삼국지(三國志), 후한서(後漢書) 등은 모두 개인이 저술한 책이었으나 후대에 정사의 반열에 오른 것에 비해, 진서를 필두로 하는 6사는 당 태종의 명으로 편찬된 최초의 관찬 정사라는 측면에서 의미가 크다.
진서 본기를 기준으로 보면, 진 선제 사마의(司馬懿)로부터 동진의 마지막 황제 공제 사마덕문(恭帝 司馬德文)까지 기록되었으며, 그 외에 동진이 멸망한 뒤에 사망한 혁련발발(赫連勃勃)의 재기(載記)가 덧붙어 있다.
한편, 당 태종은 왕희지(王羲之)를 존경하여, 진서 왕희지전(晉書 王羲之傳)은 직접 집필하였다.

## 편찬
신당서(新唐書) 예문지(藝文志) 을부(乙部)에 따르자면 진서는 방현령(房玄齡, 578년 ~ 648년), 저수량(褚遂良, 596년 ~ 658년), 허경종(許敬宗, 592년 ~ 672년), 내제(來濟, 610년 ~ 662년), 육원사(陸元仕), 유자익(劉子翼), 영호덕분(令狐德棻, 583년 ~ 666년), 이의부(李義府, 614년 ~ 666년), 설원초(薛元超, 622년  ~ 683년), 상관의(上官儀, 608년 ~ 665년), 최행공(崔行功, ? ~ 674년), 이순풍(李淳風, 602년 ~ 670년), 신구어(辛丘馭), 유인지(劉引之), 양인경(陽仁卿), 이연수(李延壽), 장문공(張文恭), 경파(敬播, ? ~ 663년), 이안기(李安期), 이회엄(李懷儼), 조홍지(趙弘智, 572년 ~ 653년) 등이 공동 편찬 했다는 기록이 있으며, 일부는 당 태종이 직접 집필하였다고 한다.

## 평가
진서에 대해 비판적인 평가가 많다.
유지기(劉知幾)는 진서가 어림(語林), 세설신어(世說新語), 유명록(幽明錄), 수신기(搜神記)와 같은 책에 기록된 괴이한 내용까지 수록한 것을 지적하고, "분량마저 많으면 좋은자료 수집이 넓고 좋다고 하는 태도다. 소인은 기쁘게 할 수 있겠지만, 군자가 비웃고 있다."라고 매우 강하게 비판하였다. 또 구당서와 신당서의 방현령전 평에도 "진서를 편찬한 사관은 문학인이 많았기 때문에, 괴이한 기록을 적고, 이상한 말을 모으는 것을 좋아했을 뿐, 그 기술 태도는 기발하고, 정확한 사실인지 판단하지 않았다고."고 한다.
물론, 비판적인 평가만 존재하는 것은 아니다. 책부원구(冊府元龜)에는 "전대의 기록을 크게 고증하여, 잔존하는 기록을 많이 찾아, 잡초를 베어 내도록 중요한 부분을 뽑아내었다."라고 평하여 진서에 당대를 다루고 있는 각종 사료들이 망라되어 있는 것을 높게 평가하기도 하였다.
기존의 사서와 비교하면 개인이 집필하고 편찬한 사서와 달리 여러 명의 편찬자 공동 집필한 것이므로, 전후 기록이나 전기간 기록들 사이에 모순된 서술도 있다.

## 구성
총 130권으로, 제기 10권, 열전 70권, 지 20권, 재기(載記) 30권이다.

### 제기(帝紀)
| ###  | ###    | 제목           | 인물           | 시기(음력)                                                        | 비고 |
| ---- | ------ | -------------- | -------------- | ----------------------------------------------------------------- | ---- |
| 권1  | 제기1  | 선제(宣帝)     | 사마의(司馬懿) | 201년 ~ 251년 6월 (후한 건안(建安) 6년 ~ 조위 가평(嘉平) 3년)     |      |
| 권2  | 제기2  | 경제(景帝)     | 사마사(司馬師) | 252년 1월 ~ 265년 8월 (조위 가평(嘉平) 4년 ~ 조위 함희(咸熙) 2년) |      |
| 권2  | 제기2  | 문제(文帝)     | 사마소(司馬昭) | 252년 1월 ~ 265년 8월 (조위 가평(嘉平) 4년 ~ 조위 함희(咸熙) 2년) |      |
| 권3  | 제기3  | 무제(武帝)     | 무제(武帝)     | 265년 8월 ~ 290년 4월 (조위 함희(咸熙) 2년 ~ 태희(太熙) 원년)     |      |
| 권4  | 제기4  | 효혜제(孝惠帝) | 혜제(惠帝)     | 290년 4월 ~ 306년 11월 (영희(永熙) 원년 ~ 광희(光熙) 원년)        |      |
| 권5  | 제기5  | 효회제(孝懷帝) | 회제(懷帝)     | 306년 11월 ~ 317년 12월 (광희(光熙) 원년 ~ 건흥(建興) 5년)        |      |
| 권5  | 제기5  | 효민제(孝愍帝) | 민제(愍帝)     | 306년 11월 ~ 317년 12월 (광희(光熙) 원년 ~ 건흥(建興) 5년)        |      |
| 권6  | 제기6  | 원제(元帝)     | 원제(元帝)     | 317년 2월 ~ 325년 윤 8월 (건무(建武) 원년 ~ 태녕(太寧) 3년)       |      |
| 권6  | 제기6  | 명제(明帝)     | 명제(明帝)     | 317년 2월 ~ 325년 윤 8월 (건무(建武) 원년 ~ 태녕(太寧) 3년)       |      |
| 권7  | 제기7  | 성제(成帝)     | 성제(成帝)     | 325년 윤 8월 ~ 344년 9월 (태녕(太寧) 3년 ~ 건원(建元) 2년)        |      |
| 권7  | 제기7  | 강제(康帝)     | 강제(康帝)     | 325년 윤 8월 ~ 344년 9월 (태녕(太寧) 3년 ~ 건원(建元) 2년)        |      |
| 권8  | 제기8  | 목제(穆帝)     | 목제(穆帝)     | 344년 9월 ~ 371년 11월 (건원(建元) 2년 ~ 태화(太和) 6년)          |      |
| 권8  | 제기8  | 애제(哀帝)     | 애제(哀帝)     | 344년 9월 ~ 371년 11월 (건원(建元) 2년 ~ 태화(太和) 6년)          |      |
| 권8  | 제기8  | 해서공(海西公) | 폐제(廢帝)     | 344년 9월 ~ 371년 11월 (건원(建元) 2년 ~ 태화(太和) 6년)          |      |
| 권9  | 제기9  | 간문제(簡文帝) | 간문제(簡文帝) | 343년 5월 ~ 396년 9월 (건원(建元) 원년 ~ 태원(太元) 21년)         |      |
| 권9  | 제기9  | 효무제(孝武帝) | 효무제(孝武帝) | 343년 5월 ~ 396년 9월 (건원(建元) 원년 ~ 태원(太元) 21년)         |      |
| 권10 | 제기10 | 안제(安帝)     | 안제(安帝)     | 396년 9월 ~ 420년 6월 (태원(太元) 21년 ~ 원희(元熙) 2년)          |      |
| 권10 | 제기10 | 공제(恭帝)     | 공제(恭帝)     | 396년 9월 ~ 420년 6월 (태원(太元) 21년 ~ 원희(元熙) 2년)          |      |

### 지(志)
| ###  | ###  | 제목          | 목록 | 비고 |
| ---- | ---- | ------------- | --- | ---- |
| 권11 | 지1  | 천문(天文) 상 | 천체(天體), 의상(儀象), 천문경성(天文經星), 28사(二十八舍), 28숙 외성(二十八宿外星), 천한기몰(天漢起沒), 12차 도수(十二次度數), 주군전차(州郡躔次)         |      |
| 권12 | 지2  | 천문(天文) 중 | 칠요(七曜), 잡성기(雜星氣), 사전사험(史傳事驗) |      |
| 권13 | 지3  | 천문(天文) 하 | 월오성범열사경성변부견(月五星犯列舍經星變附見), 요성객성(妖星客星), 성류운(星流隕), 운기(雲氣)                                                             |      |
| 권14 | 지4  | 지리(地理) 상 | 총서(總敘), 사주(司州), 연주(兗州), 예주(豫州), 기주(冀州), 유주(幽州), 평주(平州), 병주(并州), 옹주(雍州), 양주(涼州), 진주(秦州), 양주(梁州), 익주(益州) |      |
| 권15 | 지5  | 지리(地理) 하 | 청주(青州), 서주(徐州), 형주(荊州), 양주(揚州), 교주(交州), 광주(廣州)                                                                                     |      |
| 권16 | 지6  | 율력(律曆) 상 | 12율(十二律), 심도(審度), 가량(嘉量), 형권(衡權) |      |
| 권17 | 지7  | 율력(律曆) 중 | 건상력(乾象曆) |      |
| 권18 | 지8  | 율력(律曆) 하 | 경초력(景初曆) |      |
| 권19 | 지9  | 예(禮) 상     | |      |
| 권20 | 지10 | 예(禮) 중     | |      |
| 권21 | 지11 | 예(禮) 하     | |      |
| 권22 | 지12 | 악(樂) 상     | 가곡(歌曲) |      |
| 권23 | 지13 | 악(樂) 하     | 조비(曹毗), 단소요가(短簫鐃歌), 비무(鼙舞), 불무(拂舞), 고각횡취(鼓角橫吹)                                                                                 |      |
| 권24 | 지14 | 직관(職官)    | 삼사삼공(三師三公), 문무관공(文武官公) |      |
| 권25 | 지15 | 여복(輿服)    | 거(車), 관(冠), 여(輿) |      |
| 권26 | 지16 | 식화(食貨)    | |      |
| 권27 | 지17 | 오행(五行) 상 | 오행(五行), 경용오사(敬用五事), 목(木) |      |
| 권28 | 지18 | 오행(五行) 중 | 금(金), 화(火) |      |
| 권29 | 지19 | 오행(五行) 하 | 수(水), 토(土) |      |
| 권30 | 지20 | 형법(刑法)    | |      |

### 열전(列傳)
| ###   | ###    | 제목                 | 목록 | 비고 |
| ----- | ------ | -------------------- | --- | ---- |
| 권31  | 열전1  | 후비 (后妃) 상       | 선목장황후(宣穆張皇后), 경회하후황후(景懷夏侯皇后), 경헌양황후(景獻羊皇后), 문명왕황후(文明王皇后), 무원양황후(武元楊皇后), 무도양황후(武悼楊皇后), 좌귀빈(左貴嬪), 호귀빈(胡貴嬪), 제갈부인(諸葛夫人), 혜가황후(惠賈皇后), 혜양황후(惠羊皇后), 사부인(謝夫人), 회왕황태후(懷王皇太后), 원하후태비(元夏侯太妃) |      |
| 권32  | 열전2  | 후비 (后妃) 하       | 원경우황후(元敬虞皇后), 명목유황후(明穆庾皇后), 성공두황후(成恭杜皇后), 강헌저황후(康獻褚皇后), 목장하황후(穆章何皇后), 애정왕황후(哀靖王皇后), 폐제효유황후(廢帝孝庾皇后), 간문선정태후(簡文宣鄭太后), 간문순왕황후(簡文順王皇后), 효무문이태후(孝武文李太后), 효무정왕황후(孝武定王皇后), 안덕진태후(安德陳太后), 안희왕황후(安僖王皇后), 공사저황후(恭思褚皇后) |      |
| 권33  | 열전3  |                      | 왕상(王祥), 정충(鄭沖), 하증(何曾), 석포(石苞) |      |
| 권34  | 열전4  |                      | 양호(羊祜), 두예(杜預) |      |
| 권35  | 열전5  |                      | 진건(陳騫), 배수(裴秀), 문앙(文鴦) |      |
| 권36  | 열전6  |                      | 위관(衞瓘), 장화(張華) |      |
| 권37  | 열전7  | 종실 (宗室)          | 안평헌왕 부(安平獻王 孚), 팽성목왕 권(彭城穆王 權), 고밀문헌왕 태(高密文獻王 泰), 범양강왕 수(范陽康王 綏), 제남혜왕 수(濟南惠王 遂), 초강왕 손(譙剛王 遜), 고양군왕 목(高陽郡王 睦), 임성경왕 릉(任城景王 陵) |      |
| 권38  | 열전8  | 선제 5왕 (宣五王)    | 평원왕 간(平原王 榦), 낭야무왕 주(琅邪武王 伷), 쳥혜정후 경(淸惠亭侯 京), 부풍무왕 준(扶風武王 駿), 양효왕 융(梁孝王 肜) |      |
| 권38  | 열전8  | 문제 6왕 (文六王)    | 제헌왕 유(齊獻王 攸), 성양애왕 조(城陽哀王 兆), 요동도혜왕 정국(遼東悼惠王 定國), 광한상왕 광덕(廣漢殤王 廣德), 낙안평왕 감(樂安平王 鑒), 연왕 기(燕王 機), 사마영조(司馬永祚), 낙평왕 연조(樂平王 延祚) |      |
| 권39  | 열전9  |                      | 왕침(王沈), 순의(荀顗), 순욱(荀勗), 풍담(馮紞) |      |
| 권40  | 열전10 |                      | 가충(賈充), 양준(楊駿) |      |
| 권41  | 열전11 |                      | 위서(魏舒), 이희(李憙), 유식(劉寔), 고광(高光) |      |
| 권42  | 열전12 |                      | 왕혼(王渾), 왕준(王濬), 당빈(唐彬) |      |
| 권43  | 열전13 |                      | 산도(山濤), 왕융(王戎), 악광(樂廣) |      |
| 권44  | 열전14 |                      | 정무(鄭袤), 이윤(李胤), 노흠(盧欽), 화표(華表), 석감(石鑒), 온선(溫羨) |      |
| 권45  | 열전15 |                      | 유의(劉毅), 화교(和嶠), 무해(武陔), 임개(任愷), 최홍(崔洪), 곽혁(郭奕), 후사광(侯史光), 하반(何攀) |      |
| 권46  | 열전16 |                      | 유송(劉頌), 이중(李重) |      |
| 권47  | 열전17 |                      | 부현(傅玄) |      |
| 권48  | 열전18 |                      | 상웅(向雄), 단표(段灼), 염찬(閻纘) |      |
| 권49  | 열전19 |                      | 완적(阮籍), 혜강(嵇康), 상수(向秀), 유령(劉伶), 사곤(謝鯤), 호무보지(胡毋輔之), 필탁(畢卓), 왕니(王尼), 양만(羊曼), 광일(光逸) |      |
| 권50  | 열전20 |                      | 조지(曹志), 유준(庾峻), 곽상(郭象), 유순(庾純), 진수(秦秀) |      |
| 권51  | 열전21 |                      | 황보밀(皇甫謐), 집우(摯虞), 속석(束皙), 왕접(王接) |      |
| 권52  | 열전22 |                      | 극선(郤詵), 완충(阮種), 화담(華譚) |      |
| 권53  | 열전23 |                      | 민회태자 휼(愍懷太子 遹) |      |
| 권54  | 열전24 |                      | 육기(陸機), 육운(陸雲) |      |
| 권55  | 열전25 |                      | 하후담(夏侯湛), 반악(潘嶽), 장재(張載) |      |
| 권56  | 열전26 |                      | 강통(江統), 손초(孫楚) |      |
| 권57  | 열전27 |                      | 나헌(羅憲), 등수(滕脩), 마륭(馬隆), 호분(胡奮), 도황(陶璜), 오언(吾彥), 장광(張光), 조수(趙誘) |      |
| 권58  | 열전28 |                      | 주처(周處), 주방(周訪) |      |
| 권59  | 열전29 |                      | 여남왕 량(汝南王 亮), 초왕 위(楚王 瑋), 조왕 윤(趙王 倫), 제왕 경(齊王 冏), 장사왕 예(長沙王 乂), 성도왕 영(成都王 潁), 하간왕 옹(河間王 顒), 동해왕 월(東海王 越) |      |
| 권60  | 열전30 |                      | 해계(解系), 손기(孫旂), 맹관(孟觀), 견수(牽秀), 무반(繆播), 황보중(皇甫重), 장보(張輔), 이함(李含), 장방(張方), 염정(閻鼎), 삭정(索靖), 가필(賈疋) |      |
| 권61  | 열전31 |                      | 주준(周浚), 성공간(成公簡), 구희(苟晞), 화질(華軼), 유교(劉喬) |      |
| 권62  | 열전32 |                      | 유곤(劉琨), 조적(祖逖) |      |
| 권63  | 열전33 |                      | 소적(邵續), 이구(李矩), 단필제(段匹磾), 위준(魏浚), 곽묵(郭默) |      |
| 권64  | 열전34 | 무제 13왕 (武十三王) | 비릉도왕 궤(毗陵悼王 軌), 진헌왕 간(秦獻王 柬), 성양회왕 경(城陽懷王 景), 동해충왕 지(東海沖王 祗), 시평애왕 유(始平哀王 裕), 회남충장왕 윤(淮南忠壯王 允), 대애왕 연(代哀王 演), 신도왕 해(新都王 該), 청하강왕 하(淸河康王 遐), 여음회왕 모(汝陰哀王 謨), 오효왕 안(吳孝王 晏), 발해상왕 회(渤海殤王 恢) |      |
| 권64  | 열전34 | 원제 4왕 (元四王)    | 낭야효왕 부(琅邪孝王 裒), 동해애왕 충(東海哀王 沖), 무릉위왕 희(武陵威王 晞), 낭야도왕 환(琅邪悼王 煥) |      |
| 권64  | 열전34 | 간문 3자 (簡文三子)  | 회계사세자 도생(會稽思世子 道生), 임천헌왕 울(臨川獻王 鬱), 회계문효왕 도자(會稽文孝王 道子) |      |
| 권65  | 열전35 |                      | 왕도(王導) |      |
| 권66  | 열전36 |                      | 유홍(劉弘), 도간(陶侃) |      |
| 권67  | 열전37 |                      | 온교(溫嶠), 치감(郗鑒) |      |
| 권68  | 열전38 |                      | 고영(顧榮), 기첨(紀瞻), 하순(賀循), 설겸(薛兼) |      |
| 권69  | 열전39 |                      | 유외(劉隗), 조협(刁協), 대약사(戴若思), 주의(周顗) |      |
| 권70  | 열전40 |                      | 응첨(應詹), 감탁(甘卓), 변일(卞壼), 유초(劉超), 종아(鍾雅) |      |
| 권71  | 열전41 |                      | 손혜(孫惠), 웅원(熊遠), 왕감(王鑒), 진군(陳頵), 고송(高崧) |      |
| 권72  | 열전42 |                      | 곽박(郭璞), 갈홍(葛洪) |      |
| 권73  | 열전43 |                      | 유량(庾亮) |      |
| 권74  | 열전44 |                      | 환이(桓彝) |      |
| 권75  | 열전45 |                      | 왕담(王湛), 순송(荀崧), 범왕(范汪), 유담(劉惔), 장빙(張憑), 한백(韓伯) |      |
| 권76  | 열전46 |                      | 왕서(王舒), 왕이(王廙), 우담(虞潭), 고중(顧衆), 장개(張闓) |      |
| 권77  | 열전47 |                      | 육엽(陸曄), 하충(何充), (褚翜), 채모(蔡謨), 제갈회(諸葛恢), 은호(殷浩) |      |
| 권78  | 열전48 |                      | 공유(孔愉), 정담(丁潭), 도회(陶回) |      |
| 권79  | 열전49 |                      | 사상(謝尙), 사안(謝安) |      |
| 권80  | 열전50 |                      | 왕희지(王羲之) |      |
| 권81  | 열전51 |                      | 왕순(王遜), 채표(蔡豹), 양감(羊鑒), 유윤(劉胤), 환선(桓宣), 주사(朱伺), 모보(毛寶), 유하(劉遐), 등옥(鄧嶽), 주서(朱序) |      |
| 권82  | 열전52 |                      | 진수(陳壽), 왕장문(王長文), 우부(虞溥), 사마표(司馬彪), 왕은(王隱), 우예(虞預), 손성(孫盛), 간보(干寶), 등찬(鄧粲), 사침(謝沈), 습착치(習鑿齒), 서광(徐廣) |      |
| 권83  | 열전53 |                      | 고화(顧和), 원괴(袁瑰), 강유(江逌), 차윤(車胤), 은의(殷顗), 왕아(王雅) |      |
| 권84  | 열전54 |                      | 왕공(王恭), 유해(庾楷), 유뢰지(劉牢之), 은중감(殷仲堪), 양전기(楊佺期) |      |
| 권85  | 열전55 |                      | 유의(劉毅), 제갈장민(諸葛長民), 하무기(何無忌), 단빙지(檀憑之), 위영지(魏詠之) |      |
| 권86  | 열전56 |                      | 장궤(張軌) |      |
| 권87  | 열전57 |                      | 양무소왕 이고(涼武昭王 李暠) |      |
| 권88  | 열전58 | 효우 (孝友)          | 이밀(李密), 성언(盛彥), 하방(夏方), 왕부(王裒), 허자(許孜), 유곤(庾袞), 손구(孫晷), 안함(顏含), 유은(劉殷), 왕연(王延), 왕담(王談), 상우(桑虞), 하기(何琦), 오규(吳逵) |      |
| 권89  | 열전59 | 충의 (忠義)          | 혜소(嵇紹), 혜함(嵇含), 왕표(王豹), 유침(劉沈), 국윤(麴允), 초숭(焦嵩), 가혼(賈渾), 왕육(王育), 위충(韋忠), 신면(辛勉), 신빈(辛賓), 유민원(劉敏元), 주해(周該), 환웅(桓雄), 한계(韓階), 주기(周崎), 역웅(易雄), 약도융(樂道融), 우리(虞悝), 심경(沈勁), 길읍(吉挹), 왕경(王諒), 송구(宋矩), 차제(車濟), 정목(丁穆), 신공정(辛恭靖), 나기생(羅企生), 장의(張禕) |      |
| 권90  | 열전60 | 양사 (良吏)          | 노지(魯芝), 호위(胡威), 호혁(胡奕), 두진(杜軫), 두비(杜毗), 두수(杜秀), 두열(杜烈), 두량(杜良), 두윤(竇允), 왕굉(王宏), 조터(曹攄), 반경(潘京), 범귀(范晷), 범광(范廣), 범치(范稚), 정소(丁紹), 교지명(喬智明), 등유(鄧攸), 오은지(吳隱之) |      |
| 권91  | 열전61 | 유림 (儒林)          | 범평(范平), 문립(文立), 진소(陳邵), 우희(虞喜), 유조(劉兆), 범육(氾毓), 서묘(徐苗), 최유(崔遊), 범륭(范隆), 두이(杜夷), 동경도(董景道), 속함(續咸), 서막(徐邈), 공연(孔衍), 범선(范宣), 위소(韋謏), 범홍지(范弘之), 왕환(王歡) |      |
| 권92  | 열전62 | 문원 (文苑)          | 응정(應貞), 성공수(成公綏), 좌사(左思), 조지(趙至), 추담(鄒湛), 조거(棗據), 저도(褚陶), 왕침(王沈), 장한(張翰), 유천(庾闡), 조비(曹毗), 이충(李充), 원굉(袁宏), 복도(伏滔), 나함(羅含), 고개지(顧愷之), 곽징지(郭澄之) |      |
| 권93  | 열전63 | 외척 (外戚)          | 양수(羊琇), 왕순(王恂), 양문종(楊文宗), 양현지(羊玄之), 우예(虞豫), 유침(庾琛), 두예(杜乂), (褚裒), 하준(何準), 왕몽(王濛), 왕하(王遐), 왕온(王蘊), 저상(褚爽) |      |
| 권94  | 열전64 | 은일 (隱逸)          | 손등(孫登), 동경(董京), 하통(夏統), 주충(朱沖), 범찬(范粲), 노승(魯勝), 동양(董養), 곽원(霍原), 곽기(郭琦), 오조(伍朝), 노포(魯褒), 범등(氾騰), 임욱(任旭), 곽문(郭文), 공장(龔壯), 맹루(孟陋), 한적(韓績), 초수(譙秀), 적탕(翟湯), 곽번(郭翻), 신밀(辛謐), 유인지(劉驎之), 색습(索襲), 양가(楊軻), 공손봉(公孫鳳), 공손영(公孫永), 장충(張忠), 석원(石垣), 송섬(宋纖), 곽하(郭荷), 곽우(郭瑀), 기가(祈嘉), 구형선생(瞿硎先生), 사부(謝敷), 대규(戴逵), 공현지(龔玄之), 도담(陶淡), 도잠(陶潛) |      |
| 권95  | 열전65 | 예술 (藝術)          | 진훈(陳訓), 대양(戴洋), 한우(韓友), 순우지(淳于智), 보웅(步熊), 두불건(杜不愆), 엄경(嚴卿), 외소(隗炤), 복후(卜珝), 포정(鮑靚), 오맹(吳猛), 행령(幸靈), 불도정(佛圖澄), 마유(麻襦), 단도개(單道開), 황홍(黃泓), 색담(索紞), 맹흠(孟欽), 왕가(王嘉), 증 섭(僧 涉), 곽향(郭黁), 구마라습(鳩摩羅什), 증 담곽(僧 曇霍), 태산(台山) |      |
| 권96  | 열전66 | 열녀 (列女)          | 신헌영(辛憲英), 엄헌(嚴憲), 종염(鍾琰), 정무 처 조씨(鄭袤 妻 曹氏), 민회태자비 왕혜풍(湣懷太子妃 王惠風), 정휴 처 석씨(鄭休 妻 石氏), 도간 모친 담씨(陶侃 母 湛氏), 가혼 처 종씨(賈渾 妻 宗氏), 양위 처 신씨(梁緯 妻 辛氏), 허연 처 두씨(許延 妻 杜氏), 우담 모친 손씨(虞潭 母 孫氏), 이낙수(李絡秀), 장무 처 육씨(張茂 妻 陸氏), 윤우 두 딸(尹虞 二女), 순숭 소여관(荀崧 小女灌), 사도온(謝道韞), 유진 처 진씨(劉臻 妻 陳氏), 용린(龍憐), 맹창 처 주씨(孟昶 妻 周氏), 하무기 처 유씨(何無忌 母 劉氏), 유아(劉娥), 왕광녀(王廣女), 섬부인(陝婦人), 근강녀(靳康女), 위령 모친 송씨(韋逞 母 宋氏), 장천석 첩(張天錫 妾), 부견 첩 장씨(苻堅 妾 張氏), 두도 처 소씨(竇滔 妻 蘇氏), 부등 처 모씨(苻登 妻 毛氏), 모용수 처 단원비(慕容垂 妻 段元妃), 단풍 처 모용씨(段豊 妻 慕容氏), 여찬 처 양씨(呂纂 妻 楊氏), 양무소왕후 윤씨(涼武昭王后 尹氏) |      |
| 권97  | 열전67 | 사이 (四夷)          | 부여국(夫餘國), 마한(馬韓), 진한(辰韓), 숙신씨(肅愼氏), 왜인(倭人), 비리(裨离), 토욕혼(吐谷渾), 언기국(焉耆國), 구자국(龜茲國), 대완국(大宛國), 강거국(康居國), 대진국(大秦國), 임읍(林邑), 부남(扶南), 흉노(匈奴) |      |
| 권98  | 열전68 |                      | 왕돈(王敦), 환온(桓溫), 환희(桓熙), 환제(桓濟), 환흠(桓歆), 환위(桓褘), 환위(桓偉) |      |
| 권99  | 열전69 |                      | 환현(桓玄), 변범지(卞範之), 은중문(殷仲文) |      |
| 권100 | 열전70 |                      | 왕미(王彌), 장창(張昌), 진민(陳敏), 왕여(王如), 두회(杜曾), 두도(杜弢), 왕기(王機), 조약(祖約), 소준(蘇峻), 손은(孫恩), 노순(盧循), 초종(譙縱) |      |

### 재기(載記)
| ###   | ###    | 목록                                                           | 국가       | 비고  |
| ----- | ------ | -------------------------------------------------------------- | ---------- | ----- |
| 권101 | 재기1  | 유원해(劉元海), 유화(劉和)                                     | 전조(前趙) | [ 2 ] |
| 권101 | 재기1  | 유선(劉宣)                                                     | 전조(前趙) | [ 2 ] |
| 권102 | 재기2  | 유총(劉聰), 유찬(劉粲)                                         | 전조(前趙) |       |
| 권102 | 재기2  | 진원달(陳元達)                                                 | 전조(前趙) |       |
| 권103 | 재기3  | 유요(劉曜)                                                     | 전조(前趙) |       |
| 권104 | 재기4  | 석륵(石勒) 상                                                  | 후조(後趙) |       |
| 권105 | 재기5  | 석륵(石勒) 하                                                  | 후조(後趙) |       |
| 권105 | 재기5  | 석홍(石弘), 장빈(張賓)                                         | 후조(後趙) |       |
| 권106 | 재기6  | 석계룡(石季龍) 상                                              | 후조(後趙) | [ 3 ] |
| 권107 | 재기7  | 석계룡(石季龍) 하                                              | 후조(後趙) | [ 3 ] |
| 권107 | 재기7  | 석세(石世), 석준(石遵), 석감(石鑒), 석지(石祗)                 | 후조(後趙) |       |
| 권107 | 재기7  | 염민(冉閔)                                                     | 염위(冉魏) |       |
| 권108 | 재기8  | 모용외(慕容廆)                                                 | 전연(前燕) |       |
| 권108 | 재기8  | 배의(裴嶷), 고첨(高瞻)                                         | 전연(前燕) |       |
| 권109 | 재기9  | 모용황(慕容皝)                                                 | 전연(前燕) |       |
| 권109 | 재기9  | 모용한(慕容翰), 양유(陽裕)                                     | 전연(前燕) |       |
| 권110 | 재기10 | 모용준(慕容儁)                                                 | 전연(前燕) |       |
| 권110 | 재기10 | 한항(韓恆), 이산(李產)                                         | 전연(前燕) |       |
| 권111 | 재기11 | 모용위(慕容暐)                                                 | 전연(前燕) |       |
| 권111 | 재기11 | 모용각(慕容恪), 양무(陽騖), 황보진(皇甫真)                     | 전연(前燕) |       |
| 권112 | 재기12 | 부홍(苻洪), 부건(苻健), 부생(苻生)                             | 전진(前秦) |       |
| 권112 | 재기12 | 부웅(苻雄), 왕타(王墮)                                         | 전진(前秦) |       |
| 권113 | 재기13 | 부견(苻堅) 상                                                  | 전진(前秦) |       |
| 권114 | 재기14 | 부견(苻堅) 하                                                  | 전진(前秦) |       |
| 권114 | 재기14 | 왕맹(王猛), 부융(苻融), 부랑(苻朗)                             | 전진(前秦) |       |
| 권115 | 재기15 | 부비(苻丕), 부등(苻登)                                         | 전진(前秦) |       |
| 권115 | 재기15 | 색반(索泮), 서숭(徐嵩)                                         | 전진(前秦) |       |
| 권116 | 재기16 | 요익중(姚弋仲), 요양(姚襄), 요장(姚萇)                         | 후진(後秦) |       |
| 권117 | 재기17 | 요흥(姚興) 상                                                  | 후진(後秦) |       |
| 권118 | 재기18 | 요흥(姚興) 하                                                  | 후진(後秦) |       |
| 권118 | 재기18 | 윤위(尹緯)                                                     | 후진(後秦) |       |
| 권119 | 재기19 | 요홍(姚泓)                                                     | 후진(後秦) |       |
| 권120 | 재기20 | 이특(李特), 이류(李流)                                         | 성한(成漢) |       |
| 권120 | 재기20 | 이상(李庠)                                                     | 성한(成漢) |       |
| 권121 | 재기21 | 이웅(李雄), 이반(李班), 이기(李期), 이수(李壽), 이세(李勢)     | 성한(成漢) |       |
| 권122 | 재기22 | 여광(呂光), 여찬(呂纂), 여륭(呂隆)                             | 후량(後涼) |       |
| 권123 | 재기23 | 모용수(慕容垂)                                                 | 후연(後燕) |       |
| 권124 | 재기24 | 모용보(慕容寶), 모용성(慕容盛), 모용희(慕容熙)                 | 후연(後燕) |       |
| 권124 | 재기24 | 모용운(慕容雲)                                                 | 북연(北燕) |       |
| 권125 | 재기25 | 걸복국인(乞伏國仁), 걸복건귀(乞伏乾歸), 걸복치반(乞伏熾磐)     | 서진(西秦) |       |
| 권125 | 재기25 | 풍발(馮跋), 풍소불(馮素弗)                                     | 북연(北燕) |       |
| 권126 | 재기26 | 독발오고(禿髮烏孤), 독발리록고(禿髮利鹿孤), 독발녹단(禿髮傉檀) | 남량(南涼) |       |
| 권127 | 재기27 | 모용덕(慕容德)                                                 | 남연(南燕) |       |
| 권128 | 재기28 | 모용초(慕容超)                                                 | 남연(南燕) |       |
| 권128 | 재기28 | 모용종(慕容鍾), 봉부(封孚)                                     | 남연(南燕) |       |
| 권129 | 재기29 | 저거몽손(沮渠蒙遜)                                             | 북량(北涼) |       |
| 권130 | 재기30 | 혁련발발(赫連勃勃)                                             | 북하(北夏) |       |

## 특징
당태종 이세민이 친히 인물을 평가한 대목들이 있다. 制曰로 시작한다.

## 같이 보기
- 이십사사